# Zajček gre na luno
Zajček gre na luno je slovenska pravljica, delo Svetlane Makarovič, ilustriral jo je Tomaž Kržišnik. Literarni lik knjige je beli zajček. Delo je bilo izdano leta 1973 pri založbi Partizanska knjiga Ljubljana.

## Vsebina
Nekoč sta se pod velikim drevesom srečala zajec in zajka. Ker sta si bila všeč, sta čez nekaj časa dobila šest majhnih zajčkov, pet sivih in enega belega. Ko so dovolj zrasli, da so lahko sami začeli jesti deteljo, je beli zajček začel hirati. Mama je bila zaskrbljena, zato ga je vprašala, kaj mu je. Zajček je odgovoril, da je lačen in da detelje na tem travniku ne more jesti. Mama se je ujezila, saj je bilo vse naokoli polno najbolj sočne detelje. Mama je zavpila na zajčka in ga odgnala od hiše misleč, da je zajček razvajen in da naj si sam v svetu poišče kaj boljšega. Beli zajček je odskakljal na drugi konec travnika, še enkrat poskusil deteljo, vendar je pojesti ni mogel. Pa je veter prinesel nadvse prijeten vonj in beli zajček je začel teči proti vetru. Tekel je in tekel, tačke so ga že močno bolele, pa je še tekel. Tekel je ves dan in vso noč, drugo jutro je imel tačke odrgnjene do krvi, pa je še kar tekel in tekel, in ko ni mogel več teči, je hodil, in ko ni mogel več hoditi, se je plazil. Končno je beli zajček prišel do ogromnega travnika, kjer je rasla živo zelena štiriperesna detelja čisto na gosto. Poskusil jo je in vedel, da je to tisto. Jedel jo je dokler ni zašlo sonce, trikrat prevrnil kozolec in zaspal. Pa se je na zemljo spustila srebrna krogla, ki je zbudila belega zajčka. Odprla so se vrata in iz nje so poskakljali lunini zajci s srebrnimi kožuhi in črnimi lesketajočimi očmi. Pričeli so se pasti po štiriperesni detelji, ko so zagledali belega zajčka. Ugotovili so, da ni njihov in mu povedali, da ne bi smel biti tam, ker je to lunin travnik. Vendar je beli zajček zajokal in jim povedal, da druge detelje ne more jesti. Če ga spodijo, bo umrl od lakote. Lunini zajci so bili zaskrbljeni. Če ostali zemljini zajci najdejo travnik, ga bodo celega popasli in tako ne bi nič ostalo za lunine zajce. Pa se je spomnil lunin zajec, da lahko travnik odnesejo s sabo na luno, belega zajčka pa so ostali povabili, da se jim pridruži na luni. Zajčka je skrbelo, da bo mama zajka jezna, če ga ne bo nazaj, in prav tako tudi oče in bratje. Pa so mu lunini zajci obljubili, da se bodo na zemljo vrnili ob vsaki polni luni. Ko so lunini zajci nosili travnik v srebrno kroglo, je nekaj štiriperesnih deteljic popadalo na tla in veter jih je raznesel po vsem svetu. Zato lahko, če imamo res srečo, najdemo na travniku štiriperesno deteljico.

## Književni liki
Glavni lik v pravljici, beli zajček, je zajčji mladič, ki živi z mamo zajko, očetom zajcem in petimi sivimi brati zajčki. Belega zajčka je mama nagnala v svet, da si sam poišče hrano. Njegova posebnost je, da lahko je samo štiriperesno deteljo, ki raste le na enem travniku.
Beli zajček je personificiran lik (govori).
V pravljici pa nastopajo še ostali liki:
- mama zajka - skrbna (skrbelo jo je za svojega shiranega sina), odločna, trmasta (čeprav ji je bilo žal trdih besed, vseeno ni popustila)
- lunini zajci - prijazni (vzeli so belega zajčka s sabo na luno, da se bo še vedno lahko pasel na travniku štiriperesnih deteljic)
- oče zajec
- pet sivih zajčkov - bratje